# Adelaide Racing Club
L' Adelaide Racing Club était un club de courses de chevaux dont les origines remontent à environ 1870 mais qui a été fondé en 1879 en concurrence avec le South Australian Jockey Club. L'ARC organisait ses réunions de courses sur le « Old Adelaide Racecourse » (plus tard connu sous le nom de Victoria Park )  qu'il louait au conseil municipal d'Adélaïde, tandis que le S.A.J.C. possédait en pleine propriété l'hippodrome de Morphettville.

## Histoire
Le club trouve son origine à la suite de l'effondrement du premier S.A.J.C., lors d'une réunion convoquée en décembre 1869 par Sir JH Fisher, John Baker, E. Holland, Joseph Gilbert, John Morphett, John Crozier, HR Fuller, MP, et WW Tuxford, et une course ultérieure organisée au Old Adelaide Racecourse par un groupe qui comprenait William Blackler, Seth Ferry, Gabriel Bennett, George Church, le Dr Robert Peel et le Dr Thomas Cawley le jour de l'an 1870, remplaçant en partie la réunion d'été habituelle de trois jours de la S.A.J.C..
Le S.A.J.C. s'est reformée en 1875 et, en 1876, le propriétaire, Sir Thomas Elder, lui a donné l'usage de ce qui est devenu l'hippodrome de Morphettville, moyennant une redevance. Un an ou deux plus tard, ils ont acquis le terrain en pleine propriété.
À peu près à la même époque, Bennett, Blackler, Ferry et Peel obtiennent le droit de clôturer 6,1 hectares et de faire payer l'entrée, le bail de l'ancien parcours et plusieurs événements réussis y sont organisés au cours de chacune des trois années suivantes. En octobre 1879, une réunion organisée pour officialiser un club a décidé d'adopter une version modifiée des règles du Victorian Racing Club ; le comité devait être composé des quatre locataires et de trois membres élus : G. Church, Henry Hughes et W. F. Stock ont été proposés et élus à l'unanimité. C. J. Coates, un travailleur infatigable pour le sport, était absent pour cause de maladie. (Charles James Coates (6 janvier 1820 - 9 octobre 1889), secrétaire de longue date de la Royal Agricultural and Horticultural Society et secrétaire sortant de la S.A.J.C., a été cité comme l'un des principaux instigateurs).
En 1879, Bennett, Blackler, Ferry et Peel ont obtenu du conseil municipal d'Adélaïde, au nom du club, un bail de 21 ans sur le "Old Adelaide Racecourse", situé dans les East Parklands, avec un loyer à taux préférentiel mais avec des obligations substantielles d'amélioration.
À la fin de l'année 1879, l'utilisation d'un totalisateur sur les hippodromes d'Australie du Sud est devenue légale (ou plus précisément exemptée des dispositions de la loi sur les jeux de 1875)  et Seth Ferry a acheté au coût de 300 £ un "box tote", qu'il a loué au Club avec un certain bénéfice pour lui-même.
Entre 1880 et avril 1882, trois des preneurs se retirent pour diverses raisons, ne laissant que Blackler et Ferry. À la suite de l'assemblée générale du 17 septembre 1881, William Gordon est nommé secrétaire. Les délégués élus sont : H. C. Downer, M.P., W. Cavanagh, P. B. Coglin, R. Ingleby, Q.C., W. F. Stock, H. J. Morris, E. G. Blackmore, John Pile, H. Hughes, J. Bennett, William Blackler, Seth Ferry, Dr. J. Cowan, et R. T. Moore ; juges : William Blackler et J. Cowan ; starter : Seth Ferry ; secrétaires de course, John Harvey et W. Gordon.
Au cours des six mois suivants, plusieurs membres du comité se sont retirés, alarmés par l'augmentation de la dette financière du club, laissant le comité sans le quorum nécessaire pour nommer des remplaçants et sans pouvoir. Le remède utilisé a été de reformer le Club, avec les élus pro tem suivants : Stewards : J. Pile, H. Hughes, J.P., W. Cavenagh, J.P., P. B. Coglin, J.P., J. Crozier, H.T. Morris, J.P., J. A. Ellery, Dr. Cawley, et MM. W. E. Ford et J. E. Robertson. Comité : MM. H. E. Downer, M.P., S. Ferry, T. L. Cottrell, W. A. Blackler, W. Blackler, P. F. Bonnin, B. T. Moore et W. Moorhouse.
Les bookmakers devaient payer 10 guinées pour opérer sur le terrain. En 1883, un « bookie » de Melbourne, Joe « Leviathan » Thompson, a refusé de payer cette redevance et a poursuivi les locataires en justice pour s'être vu refuser l'entrée. Il a gagné, mais ce fut une victoire à la Pyrrhus, qui a coûté des milliers de livres aux deux parties. La véritable cible de Thompson était peut-être le totalisateur, et non le droit des locataires de faire payer des droits d'entrée. Le conseil municipal, dont le contrat de location a été jugé contraire à la loi, l'a rapidement réécrit en précisant les frais autorisés.
Au milieu de l'année 1883, le tote perdit son statut d'exemption, et la fréquentation des réunions de courses chuta. L'Australie-Méridionale entre alors dans une période de récession économique, provoquée par la sécheresse de 1884-1886, et l'industrie des courses en souffre, l'A.R.C. de façon disproportionnée, et Blackler estime qu'il est temps de réduire ses pertes, et présente un plan selon lequel le Conseil reprendrait le parcours et dédommagerait les partenaires, car ils souhaitaient prolonger Halifax Street jusqu'à Fullarton Road, ce qui aurait coupé le parcours en deux. Ferry n'est pas du tout d'accord, et c'est là que commence la scission entre les deux partenaires, qui devient très amère, parfois jusqu'à la farce. Il s'ensuivit quelques années de réunions discrètes dirigées par Ferry - suffisantes pour satisfaire les exigences du Conseil, mais avec des mises modestes, des courses avec peu de partants dominées par la propre écurie de Ferry, et une faible fréquentation. Les dames, en particulier, préféraient alors être vues à Morphettville.
Au milieu de l'année 1886, une série de réunions publiques a été organisée à Adélaïde pour demander le rétablissement du « tote », et plusieurs projets de loi ont été soumis par Rowland Rees, dont le deuxième a été adopté par l'Assemblée en tant que loi sur la loterie et les jeux (Totalizator) en 1887, mais rejeté par le Conseil. À la suite des élections de 1888, le Conseil a adopté un projet de loi amendé qui est devenu loi la même année.
Le 11 octobre 1888, alors que l'économie redémarre et que le totalisateur est sur le point de devenir légal, une réunion de sportifs intéressés, tenue à l'hôtel Globe, décide de reformer le Club. Un comité directeur composé d'Ebenezer Ward, député, de J. MacDonald et de Samuel James Whitmore a été formé. En novembre 1888, les Blacklers acceptent de reprendre le bail et les dettes du Club envers Ferry, évaluées à 2 500 £, et font entrer un nouveau co-locataire, John Pile. Un comité provisoire a été constitué pour former un nouveau Club : J. C. Bray, M.P., J. H. Gordon, M L.C.. Messieurs E. Ward, M.P., J. Pile, W. Blackler, J. McDonald, S. J. Whitmore. Gabriel Bennett, et le Dr O'Connell. En décembre 1888, le Licensed Victuallers 'Racing Club (fondé en juin 1888) s'est joint au reste de l'A.R.C. pour former un Adelaide Racing Club renouvelé avec 250 membres supplémentaires, le comité des Victuallers ayant été renforcé par W. Robertson, John Pile, S. R. Wilson et R. C. Cornish .
S. R. Heseltine, un marchand de vins et spiritueux, a été nommé au comité en février 1891, et en juillet 1893, il est devenu secrétaire, un poste qu'il a traité comme une responsabilité à plein temps, ayant renoncé à ses intérêts commerciaux avant de l'assumer. Pendant 16 ans, il a entretenu une relation de travail étroite avec le président du club, W. B. Carr, tous deux étant en grande partie responsables de la renaissance du club aux yeux du public. Heseltine mourut en 1920 et Hiram Wentworth Varley (mort en 1927) lui succède, puis en 1927 par le fils de Heseltine, également nommé Samuel Richard Heseltine.

## Fusion
La rivalité entre l'A.R.C. et le S.A.J.C. a été pendant un certain temps assez intense, et à un moment donné, elle s'est détériorée au point d'affecter le fonctionnement des courses dans l'État. Un exemple en est la disqualification du cheval Mata par le V.R.C., qu'il a notifiée à le S.A.J.C., mais qui s'est perversement abstenue de transmettre l'information. Lorsque l'A.R.C. l'a appris par un article de journal, Mata avait été accepté pour courir dans la Coupe de l'Anniversaire de la Reine d'Adélaïde de 1881. Ils ont refusé de gratter le cheval, sans doute pour piquer leur antagoniste, et Mata a gagné la Cup, à la grande joie du public des courses, et le S.A.J.C. a été admonestée par le puissant V.R.C..
L'A.R.C. avait été considérablement gagnante avec l'introduction du totalisateur, plus que le S.A.J.C., qui utilisa son influence considérable au Parlement pour faire réduire le nombre de jours pendant lesquels le "tote" pouvait légalement être utilisé. Cela n'aurait dû affecter que l'A.R.C., mais l'élan ainsi créé a conduit à la loi d'abrogation du totalisateur de 1883, et à l'insolvabilité ultérieure de le S.A.J.C., un autre cas de « mordre son nez pour faire la grimace ».
De nombreuses tentatives ont été faites pour fusionner le S.A.J.C. et l'A.R.C. :
- En 1880 Sir Thomas Elder a accueilli les réunions des comités directeurs, dont l'accord pour réconcilier les deux groupes a été subverti[22].
- En 1885 une nouvelle société, le Racing and Coursing Club of South Australia[23],  dirigée par J. Rounsevell et Simeon Barnard, a été créée pour acheter les actifs des deux clubs, et ainsi former une seule entité qui pourrait développer l'hippodrome de Morphettville pour y inclure un plumpton, mais a refusé d'admettre la valeur que Blackler et Ferry accordaient aux somptueuses installations de leur "Old Course"[8].

La colonie voisine de Victoria a connu une histoire similaire, avec deux clubs de courses de pur-sang en concurrence, mais le problème a été résolu en 1863 avec la formation du Victoria Racing Club sous la direction du secrétaire R. C. Bagot.